# Hans Einar Engström
Hans Einar Engström, född 31 juli 1940, är en svensk advokat och lexikograf.
Han avlade jur.kand.-examen vid Stockholms universitet, med högre betygsgrader för professorerna Ivar Agge, Hilding Eek och Lennart Wahlén. Mellan 1965 och 1968 studerade Hans Engström för Clive M. Schmitthoff vid City of London College i London. 
Engström var verksam som åklagare i Södertälje 1969–1972, biträdande jurist vid advokatbyrå 1972–1976 samt advokat i egen byrå 1977–2005 då han pensionerades. Advokatbyrån hade klienter från ett 80-tal länder och utbildade åtta biträdande jurister. Han är ledamot av Sveriges advokatsamfund. 
Tillsammans med advokat Richard Goldstein, New York, USA, grundade han 1985 "Committee 14 –  Immigration and Nationality Law" inom Internationella Advokatsamfundet (IBA - International Bar Association). Tillsammans med advokaten Paul Gulbenkian, London, grundade han European Immigrations Lawyers Group (EILG) 1990.
Han gifte sig  sig 1968 med Ann-Margret Debong (född i Stockholm 1940) och har två döttrar, Jessica och Therese.

## Juridisk litteratur
"Komparativ Rätt II. Anteckningar rörande Jämförande Rättsforskning. Approximering-Harmonisering-Unifiering. Enhetlig tolkning av enhetlig rätt." (JUSEK Förlags AB, Stockholm 1972, 115 sidor med förord av Professor Åke Malmström).
"Immigration Law and Business in Europe" (Chancery Law Publishing, London, 1993, 203 sidor - medförfattare).
"Entry and Residence in Europe" - Business Guide to Immigration Rules" (John Wiley&Sons, Chicester, New York, 1997, 359 sidor - medförfattare).

## Teknisk litteratur
För en fullständig förteckning av de 28 upplagor som presenterats i bokform och digital form under åren 1973-2005, se www.libris.kb.se (författarnamn Hans Einar Engström).
För upplagor före 1973 se *Einar Engström (Lexikograf) 
- Svensk-Engelsk Teknisk Ordbok (1012 sidor)
- Engelsk-Svensk Teknisk Ordbok (1005 sidor)
- Svensk-Tysk Teknisk Ordbok (800 sidor)
- Tysk-Svensk Teknisk Ordbok (800 sidor)
- Svensk-Fransk Teknisk Ordbok (450 sidor)
- Fransk-Svensk Teknisk Ordbok (450 sidor)
- samt medicinska och tekniska pocketordböcker.

Samtliga upphovsrätter till ordböckerna överläts i augusti 2007 till Norstedts Förlag AB. De omfattade då facktermer och fackuttryck från så gott som alla tekniska områden och utgjorde de största standardverken för tekniska översättningar på alla nivåer inom svenskt näringsliv och industri, samt inom forskning, undervisning och förvaltning.